# Бланкет (салат)
Бланкет (араб. سلطة بلانكيت) — традиційний арабський салат, який зазвичай складається з хлібу, хріну, яєць та тунця.